# 2393 Suzuki
A 2393 Suzuki (ideiglenes jelöléssel 1955 WB) egy kisbolygó a Naprendszerben. Marguerite Laugier fedezte fel 1955. november 17-én.